# Lukas-Consort
Das Lukas-Consort ist ein Kammerorchester in barocker und klassischer Formation.

## Repertoire
Das Repertoire umfasst die konzertante Musik der Barockzeit mit Schwerpunkten bei den Concerti Grossi von Händel und den Brandenburgischen Konzerten, Ouverturen und Konzerten von Bach, die Werke der Klassik und der Besetzung angemessene Kompositionen des 20. Jahrhunderts.

## Geschichte
Gegründet wurde es durch Viktor Lukas. Konzertreisen führten das Ensemble durch ganz Deutschland und ins benachbarte Ausland; es folgten Einladungen zu Festivals wie den Settimane Musicali Stresa oder dem Schleswig-Holstein Musik Festival, zu Rundfunk- und Schallplattenproduktionen und Fernsehaufzeichnungen vor allem im Rahmen des barocken Opernhauses Bayreuth. Als Solisten arbeiteten die Sopranistinnen Edith Wiens und Ruth Ziesak, die Pianisten Ingrid Haebler und die Brüder Kontarsky, der Flötist Emmanuel Pahud und der Trompeter Maurice André und andere mit dem Consort zusammen.

## Veröffentlichungen
Die Zusammenarbeit mit dem Bayerischen Rundfunk fand ihren Niederschlag in zahlreichen CD-Veröffentlichungen. Es erschienen Orchesterwerke und Konzerte von Johann Sebastian und Johann Christian Bach, Vivaldi, Haydn, Salieri, Cannabich, Franz Chr. Neubauer, bisher unveröffentlichte Kompositionen aus der Musiksammlung der Grafen von Schönborn und eine Neufassung der Hasse-Oper Ezio.  Weiteste Verbreitung fand eine Fernsehproduktion des Consort aus dem Opernhaus Bayreuth, die als deutscher Beitrag zur „Sommernacht der Musik“ in 33 Länder auf allen Kontinenten ausgestrahlt und von mehr als 700 Millionen Menschen gesehen und gehört worden ist.

## Preise
- Die CD-Einspielung von fünf Symphonien des Mozart-Zeitgenossen Christian Cannabich, erschienen bei NAXOS, erhielt den Deutschen Schallplattenpreis Echo Klassik.

## Werke (Auswahl)
- Markgräfin Wilhelmine Bayreuth, Audio-CD, 1986, Label: Lc 6404
- Sinfonien, Komponist: Christian Cannabich, 1998, Label: Naxos
- Mozart-Cembalo-Konzerte, 2005, Label: Lc 6404
- Antonio Salieri, 1991, Label: Lc 6404